# Рагуцкий, Владимир Лаврентьевич
Владимир Лаврентьевич (Лавренович) Рагуцкий (9 декабря 1917 года, деревня Тёплое, Чаусский уезд, Могилёвская губерния — 1941) — белорусский советский поэт. 
Участник Великой Отечественной войны.

## Биография
Владимир Рагуцкий родился в деревне Тёплое Чаусского уезда Могилёвской губернии (в настоящее время — Чаусский район Могилёвской области). Окончил начальную школу в деревне Старое Пашково, затем среднюю школу в Могилёве. Продолжил образование в Минске, поступив в педагогический институт на литературный факультет.
Печататься начал в 1934 году. Первые стихи были опубликованы в газете «Пионер Белоруссии» (бел. «Піянер Беларусі»), затем появлялись на страницах газет «Красная смена» (бел. «Чырвоная змена»), «Коммунар Могилёвщины» (бел. «Камунар Магілёўшчыны»), «Литература и искусство» (бел. «Літаратура і мастацтва»), журнала «Пламя революции» (бел. «Полымя рэвалюцыі»). В 1939 году Рагуцкий поступил на работу в редакцию областной газеты «Коммунар Могилёвщины» (бел. «Камунар Магілёўшчыны»). В 1940 году началась подготовка первого персонального сборника, который должен был выйти в Государственном издательстве БССР, но этим планам помешала война.
С началом Великой Отечественной войны поэт был призван в Красную Армию и отправился на фронт. В первых боях у западной границы он погиб. Рукопись будущего сборника стихов была утеряна, и в послевоенные годы поэзия Владимира Рацуцкого издавалась отдельными стихами в нескольких сборниках, посвящённых поэтам и писателям Белоруссии: «Мы іх не забудзем» (1949), «Крывёю сэрца» (1967), «Покліч долі адзінай» (1979), «Анталогія беларускай паэзіі» (1993), «Скрыжалi памяцi» (2005).

## Стихотворения
- Праходжу я…
- Паштальён (1937—1938)
- Незабудкi (1938)
- Хвоя (1938)
- М. А. Някрасаву (1938)
- 17 верасня (1939)
- На ўспамін (1940)
- Чайка (1940)